# La Grange (singolo)
La Grange è un singolo del gruppo musicale statunitense ZZ Top, pubblicato nel 1973 come unico estratto dal terzo album in studio Tres Hombres.
È una delle canzoni di maggior successo del gruppo, e la rivista Rolling Stone l'ha inclusa nella lista "100 Greatest Guitar Songs of All Time" classificandola alla posizione 74.
Il riff principale presenta una spiccata somiglianza con Shake Your Hips, brano musicale blues composto ed eseguito dal bluesman statunitense Slim Harpo nel 1966 e con Boogie Chillen di John Lee Hooker pubblicata nel 1948.
Il testo della canzone si riferisce a un bordello alla periferia di La Grange, nel Texas.